# 2,5-ジアミノ吉草酸トランスアミナーゼ
2,5-ジアミノ吉草酸トランスアミナーゼ(2,5-diaminovalerate transaminase、EC 2.6.1.8)は、以下の化学反応を触媒する酵素である。
2,5-ジアミノ吉草酸 + α-ケトグルタル酸{\displaystyle \rightleftharpoons }5-アミノ-2-オキソペンタン酸 + L-グルタミン酸
従って、この酵素の基質は2,5-ジアミノ吉草酸とα-ケトグルタル酸の2つ、生成物は4-メチル-2-オキソペンタン酸とL-グルタミン酸の2つである。
この酵素は転移酵素、特に窒素基を移すトランスアミナーゼに分類される。系統名は2,5-ジアミノ吉草酸:2-オキソグルタル酸 アミノトランスフェラーゼ(2,5-diaminopentanoate:2-oxoglutarate aminotransferase)である。他に、diamino-acid transaminase、diamino acid aminotransferase等とも呼ばれる。この酵素は、バリン、ロイシン、イソロイシンの分解及び生合成、パントテン酸や補酵素Aの合成に関与している。補因子としてピリドキサールリン酸を必要とする。